# 安民乡 (松阳县)
安民乡，是中华人民共和国浙江省丽水市松阳县下辖的一个乡镇级行政单位。

## 行政区划
安民乡下辖以下地区：
安岱后村、大横坑村、李坑村、大潘坑村、台坑村、曹竹村、乌弄村和苏马坪村。